# Station Barnetby
Barnetby is een spoorwegstation van National Rail in Engeland. 